# Slavnivka, Kobeleakî
Slavnivka (în ucraineană Славнівка) este un sat în comuna Butenkî din raionul Kobeleakî, regiunea Poltava, Ucraina.

## Demografie
Componența lingvistică a localității Slavnivka
     Ucraineană (100%)
Conform recensământului din 2001, toată populația localității Slavnivka era vorbitoare de ucraineană (100%).